# Olaf le Humble
Olaf Vermundsson (né vers 371-391 à Lejre et mort vers 411-456), plus connu sous le nom de Olaf le Humble, est un roi légendaire du Danemark du Ve siècle.
Issu de la dynastie des Skjöldungs, il est le fils de Vermund le Sage et de Danpi Havarsdatter.

## Biographie
Olaf Vermundsson dit « le Humble » règne sur les terres de Hleithra, du Jutland du Nord et de Lejre,.
Il n'existe que très peu de sources concernant son règne.

## Famille

### Mariage et enfants
Avec Danpi Rigsdotter, fille de Rigs de Sjælland, il eut :
- Dan le Sage (en vieux norrois : Dan Mikilláta) ;
- Grytha ;
- Fridleif.